# Uomini veri
Uomini veri (The Right Stuff), meglio noto come The Right Stuff - Uomini veri, è un film del 1983 diretto da Philip Kaufman, tratto dal libro di Tom Wolfe La stoffa giusta (The Right Stuff), uscito nel 1979. La trama si concentra intorno all'evoluzione tecnologica della NASA, grazie alla quale alcuni piloti collaudatori ed astronauti americani poterono compiere notevoli imprese come il superamento del muro del suono e il primo progetto di esplorazione spaziale americano, il programma Mercury.

## Trama
Nel 1947, nella base aeronautica "Edwards", in California, vengono testati segretamente aerei in grado di volare a velocità supersonica. Dopo che molti piloti collaudatori sono morti nel tentativo di superare il cosiddetto "muro del suono", un ex asso dell'aviazione militare e famoso pilota collaudatore americano, Charles "Chuck" Yeager, si offre di pilotare un Bell X-1, il primo Aereo X ad essere testato dalla United States Air Force. Tempo dopo, Chuck riesce nell'impresa e diventa così il primo pilota a conquistare il tanto ambito record del superamento della barriera del suono. Nella base aerea si aggiungono sempre più piloti in cerca di fama e desiderosi di migliorare le proprie capacità di volo.
Anni dopo, nel 1957, emerge un problema per l'aeronautica americana: il lancio del satellite russo Sputnik 1. Nel 1961 il riuscito lancio dell'astronave Vostok 1, con a bordo Jurij Gagarin, il primo uomo ad orbitare nello spazio, crea molto scalpore negli Stati Uniti. John Kennedy inizia così una sfida non solo politica ma anche tecnologica. Per i sette piloti selezionati volare nello spazio rappresenta una sfida personale; le loro vite sono schiacciate fra durissimi addestramenti e la pressione della stampa che li osanna facendone    dei veri e propri eroi nazionali, perfetta incarnazione della nuova frontiera americana:
- Lieutenant Commander Alan Bartlett Shepard Jr., U.S. Navy[10]
- Lieutenant Virgil Grissom, U.S. Air Force[11]
- Commander John Glenn Jr., U.S. Marine Corps[12]
- Lieutenant Malcolm Scott Carpenter, U.S. Navy[13]
- Lieutenant Commander Walter Marty Schirra Jr., U.S. Navy[14]
- Captain LeRoy Gordon Cooper Jr., U.S. Air Force[15]
- Captain Donald Kent Slayton, U.S. Air Force[16]

La determinazione e lo spirito di squadra alla fine prevalgono e fanno sì che i sette astronauti, oltre a superare molti pericoli, mantengano il loro ruolo di piloti e di uomini e non solo quello di cavie da esperimento, come era stato per gli animali sacrificati nello spazio. Parallelamente Yeager, frustrato per non essere stato considerato idoneo al programma spaziale, si lancia in sfide aeronautiche sempre più audaci, considerandosi un vero pilota collaudatore e non appunto una cavia da laboratorio.
Durante un volo con uno degli aerei più nuovi e veloci dell'epoca, un Lockheed F-104 Starfighter, Yeager ha un incidente ed è costretto a lanciarsi col paracadute. L'aereo è distrutto, ma nonostante lo schianto e le ustioni Yeager riesce a salvarsi e a dimostrare di avere anche lui il vero talento del pilota, la stoffa giusta. Il film si conclude con il volo di Gordon Cooper, che con la missione Mercury-Atlas 9 compie ben 22 orbite della Terra, stabilendo un nuovo record. Cooper è stato l'ultimo astronauta statunitense a volare in solitaria.

## Produzione
Nel film è presente un cameo di Chuck Yeager, che interpreta Fred, il proprietario del locale "Pancho's".

## Riconoscimenti
- 1984 - Premio Oscar
  - Miglior montaggio a Glenn Farr, Lisa Fruchtman, Stephen A. Rotter, Douglas Stewart e Tom Rolf
  - Miglior sonoro a Mark Berger, Thomas Scott, Randy Thom e David MacMillan
  - Miglior montaggio sonoro a Jay Boekelheide
  - Miglior colonna sonora a Bill Conti
  - Candidatura Miglior film a Irwin Winkler e Robert Chartoff
  - Candidatura Miglior attore non protagonista a Sam Shepard
  - Candidatura Migliore fotografia a Caleb Deschanel
  - Candidatura Migliore scenografia a Geoffrey Kirkland, Richard J. Lawrence, W. Stewart Campbell, Peter R. Romero, Jim Poynter e George R. Nelson
- 1984 - Kansas City Film Critics Circle Award
  - Migliore regia a Philip Kaufman
- 1985 - Awards of the Japanese Academy
  - Candidatura Miglior film straniero
- 1984 - American Cinema Editors
  - Candidatura Miglior montaggio a Glenn Farr, Lisa Fruchtman, Stephen A. Rotter, Douglas Stewart e Tom Rolf
- 1985 - Blue Ribbon Award
  - Miglior film straniero a Philip Kaufman
- 1984 - Premio Hugo
  - Candidatura Miglior rappresentazione drammatica
- 1985 - Bodil Award
  - Miglior film straniero a Philip Kaufman
- 1984 - Motion Picture Sound Editors
  - Miglior montaggio sonoro (ADR)
- 1984 - Directors Guild of America
  - Candidatura DGA Award a Philip Kaufman
- 1985 - London Critics Circle Film Award
  - Sceneggiatore dell'anno a Philip Kaufman
- 1984 - Writers Guild of America
  - Candidatura WGA Award a Philip Kaufman
- 1983 - National Board of Review Award
  - Migliori dieci film
- 1984 - National Society of Film Critics Award
  - Candidatura Migliore regia a Philip Kaufman
- 1983 - New York Film Critics Circle Award
  - Candidatura Miglior film
  - Candidatura Migliore regia a Philip Kaufman
  - Candidatura Miglior attore non protagonista a Ed Harris
- 1985 - Young Artist Award
  - Candidatura Miglior film per la famiglia

Nel 2013 è stato scelto per essere conservato nel National Film Registry della Biblioteca del Congresso degli Stati Uniti d'America.